# Shealah Craighead

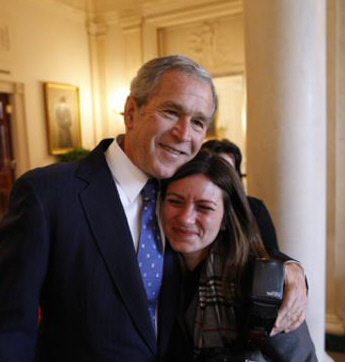
Craighead mit George W. Bush am letzten Tag seiner Amtszeit (2009)

Shealah Craighead (geb. 1976) ist eine amerikanische Fotografin.

## Karriere
Während der Präsidentschaft von George W. Bush war sie die offizielle Fotografin der First Lady Laura Bush und eine der Fotografinnen von Vizepräsident Dick Cheney. 2008 wurde sie für Sarah Palins Wahlkampagne angestellt.
Im Jahr 2017 wurde Craighead zur offiziellen Fotografin des Weißen Hauses während der Präsidentschaft von Donald Trump ernannt. Sie ist die erste Frau in dieser Position. Ihr Vorgänger unter Barack Obama war Pete Souza.
Craighead fotografierte unter anderem für den Boston Globe, für Associated Press und Getty Images. 2008 war sie die Hochzeitsfotografin für George W. Bushs Tochter Jenna Bush Hager. Sie ist Motorradfahrerin und fährt eine Harley-Davidson. Wie Pete Souza benutzt sie digitale Spiegelreflexkameras von Canon.